# John Hubert Macey Rodgers
John Hubert Macey Rodgers SM, CMG (* 9. Oktober 1915 in Wallaceville, Upper Hutt, Neuseeland; † 10. Januar 1997) war römisch-katholischer Bischof.

## Leben
John Rodgers trat 1936 der Ordensgemeinschaft der Maristenpatres bei und empfing am 15. Dezember 1940 die Priesterweihe.
Papst Pius XII. ernannte ihn am 29. Juni 1953 zum Apostolischen Vikar der Insel Tonga und gleichzeitig zum Titularbischof von Sbida. Die Bischofsweihe spendete ihm der Koadjutor von Wellington, Thomas Peter McKeefry, am 11. Februar 1954 in St Mary of the Angels in Wellington; Mitkonsekratoren waren Erzbischof James Michael Liston, Bischof von Auckland, und Edward Michael Joyce, Bischof von Christchurch. Er nahm an der ersten, dritten und vierten Sitzungsperiode des Zweiten Vatikanischen Konzils teil. Mit der Erhebung des Apostolischen Vikariats zum Bistum durch Paul VI. wurde er am 21. Juni 1966 erster Bischof von Tonga. Nach seiner Abdankung 1972 als Diözesanbischof wurde er Titularbischof von Caput Cilla. Ein Jahr später ernannte ihn Paul VI. zum zweiten Bischof von Rarotonga. Nach seiner Resignation wurde er am 21. März 1977 zum Weihbischof in Auckland bestellt und zum Titularbischof von Nigizubi ernannt. 1985 ging er wieder in die Mission und wurde zweiter Superior der Mission sui juris Funafuti, ging aber schon ein Jahr später wegen seiner Gesundheit zurück nach Auckland.